# Søren Bernbom
Søren Bernbom (født i 1960) er en dansk sanger, der som 13-årig sang hittet "Joanna" og "De fjorten astronauter" på Kim Larsens første soloalbum Værsgo, udgivet i 1973. Nummeret er gengivet på hyldestalbummet Værsgo 2 (2009), hvor det bliver fortolket af hhv. Johnny Deluxe og Tue West.
Søren Bernbom blev senere uddannet til psykoterapeut og har arbejdet som misbrugsbehandler på Fonden Valhalla i København.
Har i 2013 udgivet sin første CD som hedder "Tilbage Igen" (2013 Baltic Records) med blandt andet en nyfortolkning af det gamle hit Joanna.